# Altonaer Fußball-Club von 1893 1962-1963
Questa voce raccoglie le informazioni riguardanti l'Altonaer Fußball-Club von 1893 nelle competizioni ufficiali della stagione 1962-1963.

## Stagione
Nella stagione 1962-1963 l'Altona 93, allenato da Jockel Krause, concluse il campionato di Oberliga nord al 15º posto.

## Rosa
| N. |                     | Ruolo | Calciatore      |
| -- | ------------------- | ----- | --------------- |
|    | Germania (bandiera) | P     | Walter Banse    |
|    | Germania (bandiera) | P     | Gerhard Behncke |
|    | Germania (bandiera) | D     | Jürgen Bol      |
|    | Germania (bandiera) | D     | Peter Ebert     |
|    | Germania (bandiera) | D     | Gerhard Göhrke  |
|    | Germania (bandiera) | D     | Werner Goike    |
|    | Germania (bandiera) | D     | Uwe Lüchau      |
|    | Germania (bandiera) | C     | Rudolf Busch    |
|    | Germania (bandiera) | C     | Klaus Framheim  |
|    | Germania (bandiera) | C     | Heiko Kurth     |
|    | Germania (bandiera) | C     | Jürgen Müller   |

| N. |                     | Ruolo | Calciatore          |
| -- | ------------------- | ----- | ------------------- |
|    | Germania (bandiera) | C     | Jürgen Neudorf      |
|    | Germania (bandiera) | C     | Helmut Rübke        |
|    | Germania (bandiera) | C     | Helmut Schmuck      |
|    | Germania (bandiera) | C     | Willi Somann        |
|    | Germania (bandiera) | C     | Wolfgang Wellnitz   |
|    | Germania (bandiera) | A     | Werner Jackstieß    |
|    | Germania (bandiera) | A     | Hans-Jürgen Nickels |
|    | Germania (bandiera) | A     | Karl-Heinz Pape     |
|    | Germania (bandiera) | A     | Herbert Ulatowski   |
|    | Germania (bandiera) | A     | Horst Wendlandt     |

## Organigramma societario
Area tecnica
- Allenatore: Jockel Krause
- Allenatore in seconda:
- Preparatore dei portieri:
- Preparatori atletici:
- Analisi video:

## Calciomercato

### Sessione estiva
| Acquisti | Acquisti          | Acquisti            | Acquisti |
| R.       | Nome              | da                  | Modalità |
| -------- | ----------------- | ------------------- | -------- |
| A        | Herbert Ulatowski | SC V/W 04 Billstedt |          |

| Cessioni | Cessioni | Cessioni | Cessioni |
| R.       | Nome     | a        | Modalità |
| -------- | -------- | -------- | -------- |

## Risultati

### Oberliga nord
| Arbitro: | H. Lutz |

|            |           |  |
| Adolph 20’ | Marcatori |  |

| Arbitro: | E. Sturm |

|                    |           |              |
| Pape 24’ Busch 70’ | Marcatori | 22’ Schröter |

| Arbitro: | J. Redelfs |

|                                                                           |           |  |
| Meyer 18’, 35’, 56’, 57’, 70’ Thun 62’ Schimeczek 79’ Soya 80’ Lorenz 85’ | Marcatori |  |

| Arbitro: | Daniel. |

|                         |           |                |
| Lüchau 18’ Wellnitz 45’ | Marcatori | 54’ Kellermann |

| Arbitro: | K. Ohmsen |

|                               |           |              |
| Vormelker 85’, 85’ Bayerl 88’ | Marcatori | 62’ Wellnitz |

| Arbitro: | U. Wolf |

|              |           |                   |
| Framheim 21’ | Marcatori | 12’, 80’ Rylewicz |

| Arbitro: | Horstmann |

|                                    |           |                           |
| Clasen 7’, 37’ (rig.) Schipper 77’ | Marcatori | 29’ Wellnitz 73’ Framheim |

| Arbitro: | W. Höfel |

|          |           |                              |
| Pape 89’ | Marcatori | 20’ Bergeest 54’ Schlagowski |

| Arbitro: | Beilecke |

|                |           |                            |
| Erb 2’ Voß 73’ | Marcatori | 3’, 51’ Kurth 49’ Framheim |

| Arbitro: | E. Sturm |

|                                    |           |               |
| Neudorf 32’ Kurth 37’ Framheim 82’ | Marcatori | 85’ Martinsen |

| Arbitro: | G. Pooch |

|  |           |                                    |
|  | Marcatori | 33’, 48’, 78’ Langemann 49’ Elfert |

| Arbitro: | W. Link |

|                                          |           |          |
| Saalfrank 45’ Wuttich 47’ Blumenberg 52’ | Marcatori | 81’ Pape |

| Arbitro: | Daniel |

|                    |           |                                        |
| Somann 9’ Pape 48’ | Marcatori | 23’, 72’ Iwanzik 42’ Deters 82’ Lattek |

| Arbitro: | U. Wolf |

|                                     |           |            |
| Kindler 75’ Schütte 77’ Neumann 88’ | Marcatori | 9’ Nickels |

| Arbitro: | D. Basedow |

|  |           |                                |
|  | Marcatori | 21’ Wulf 31’ Reuter 62’ Dörfel |

#### Girone di ritorno
| Arbitro: | E. Schäfer |

|            |           |                        |
| Somann 86’ | Marcatori | 55’ Voß 88’ (rig.) Erb |

| Arbitro: | W. Zimmermann |

|                                       |           |                                            |
| Greif 36’, 87’ Podlich 42’ Ehlers 89’ | Marcatori | 27’ Framheim 38’, 60’ Wellnitz 69’ Neudorf |

| Arbitro: | Daniel |

|                       |           |          |
| Ulsaß 40’, 68’ (rig.) | Marcatori | 52’ Pape |

| Arbitro: | Daniel |

|           |           |               |
| Kurth 69’ | Marcatori | 19’, 51’ Moll |

| Arbitro: | H. Lutz |

|                                         |           |                                                       |
| Göhrke 7’ (aut.) Ernst 23’ Bensmann 85’ | Marcatori | 43’ (rig.), 67’ Ulatowski 49’, 80’ Pape 55’ Wendlandt |

| Arbitro: | E. Sturm |

|                                       |           |                  |
| Pape 12’, 15’ Framheim 37’ Lüchau 80’ | Marcatori | 30’, 60’ Kindler |

| Arbitro: | K. Picker |

|                   |           |                       |
| Werner 12’ (rig.) | Marcatori | 39’ Wellnitz 65’ Pape |

| Arbitro: | Schulenburg |

|                          |           |               |
| Osterhoff 17’ Haecks 75’ | Marcatori | 27’ Ulatowski |

| Arbitro: | H. Lutz |

|                  |           |              |
| Neudorf 60’, 75’ | Marcatori | 26’ Dretzler |

| Arbitro: | G. Pooch |

|           |           |                          |
| Mrosla 3’ | Marcatori | 8’ Ulatowski 48’ Neudorf |

| Arbitro: | W. Link |

|                           |           |              |
| Neudorf 20’ Wendlandt 87’ | Marcatori | 35’ Castorff |

| Arbitro: | R. Seekamp |

|                                                                     |           |                                     |
| Schmidtke 7’ Laszig 19’ (rig.), 57’ Kellermann 37’, 70’ (rig.), 85’ | Marcatori | 17’ Framheim 43’ Wellnitz 64’ Kurth |

| Arbitro: | Horstmann |

|                                  |           |                                      |
| Wellnitz 58’ Framheim 63’ (rig.) | Marcatori | 8’, 47’ Zebrowski 35’ Soya 82’ Meyer |

| Neumünster 21 aprile 1963 29ª giornata | Neumünster | 0 – 0 referto | Altona 93 | VfR-Stadion (4 000 spett.)\| Arbitro: \| W. Höfel \| |
| Arbitro:                               | W. Höfel   |               |           |                                                      |

| Arbitro: | R. Seekamp |

|                        |           |                                    |
| Wendlandt 66’ Pape 70’ | Marcatori | 3’ Winkelmann 52’ Noak 58’ Hufgard |

## Statistiche

### Statistiche di squadra
| Competizione  | Punti | In casa | In casa | In casa | In casa | In casa | In casa | In trasferta | In trasferta | In trasferta | In trasferta | In trasferta | In trasferta | Totale | Totale | Totale | Totale | Totale | Totale | DR  |
| Competizione  | Punti | G       | V       | N       | P       | Gf      | Gs      | G            | V            | N            | P            | Gf           | Gs           | G      | V      | N      | P      | Gf     | Gs     | DR  |
| ------------- | ----- | ------- | ------- | ------- | ------- | ------- | ------- | ------------ | ------------ | ------------ | ------------ | ------------ | ------------ | ------ | ------ | ------ | ------ | ------ | ------ | --- |
| Oberliga nord | 22    | 15      | 6       | 0       | 9       | 25      | 33      | 15           | 4            | 2            | 9            | 26           | 43           | 30     | 10     | 2      | 18     | 51     | 76     | -25 |
| Totale        | 22    | 15      | 6       | 0       | 9       | 25      | 33      | 15           | 4            | 2            | 9            | 26           | 43           | 30     | 10     | 2      | 18     | 51     | 76     | -25 |

### Andamento in campionato
| Giornata  | 1  | 2 | 3  | 4  | 5  | 6  | 7  | 8  | 9  | 10 | 11 | 12 | 13 | 14 | 15 | 16 | 17 | 18 | 19 | 20 | 21 | 22 | 23 | 24 | 25 | 26 | 27 | 28 | 29 | 30 |
| --------- | -- | - | -- | -- | -- | -- | -- | -- | -- | -- | -- | -- | -- | -- | -- | -- | -- | -- | -- | -- | -- | -- | -- | -- | -- | -- | -- | -- | -- | -- |
| Luogo     | T  | C | T  | C  | T  | C  | T  | C  | T  | C  | C  | T  | C  | T  | C  | C  | T  | T  | C  | T  | C  | T  | T  | C  | T  | C  | T  | C  | T  | C  |
| Risultato | P  | V | P  | V  | P  | P  | P  | P  | V  | V  | P  | P  | P  | P  | P  | P  | N  | P  | P  | V  | V  | V  | P  | V  | V  | V  | P  | P  | N  | P  |
| Posizione | 10 | 9 | 12 | 11 | 12 | 13 | 16 | 15 | 14 | 13 | 14 | 14 | 14 | 14 | 15 | 16 | 16 | 16 | 16 | 16 | 16 | 16 | 16 | 16 | 16 | 14 | 15 | 15 | 15 | 15 |

Legenda:

Luogo: C = Casa; T = Trasferta. Risultato: V = Vittoria; N = Pareggio; P = Sconfitta.

### Statistiche dei giocatori
| W. Banse     | 23 | 0  | 0 | 0 |
| G. Behncke   | 7  | 0  | 0 | 0 |
| J. Bol       | 28 | 0  | 0 | 0 |
| R. Busch     | 7  | 1  | 0 | 0 |
| P. Ebert     | 14 | 0  | 0 | 0 |
| K. Framheim  | 27 | 8  | 0 | 0 |
| W. Goike     | 1  | 0  | 0 | 0 |
| G. Göhrke    | 27 | 0  | 0 | 0 |
| W. Jackstieß | 3  | 0  | 0 | 0 |
| H. Kurth     | 24 | 5  | 0 | 0 |
| U. Lüchau    | 23 | 2  | 0 | 0 |
| J. Müller    | 19 | 0  | 0 | 0 |
| J. Neudorf   | 17 | 6  | 0 | 0 |
| H. Nickels   | 4  | 1  | 0 | 0 |
| K. Pape      | 25 | 11 | 0 | 1 |
| H. Rübke     | 0  | 0  | 0 | 0 |
| H. Schmuck   | 5  | 0  | 0 | 0 |
| W. Somann    | 17 | 2  | 0 | 0 |
| H. Ulatowski | 14 | 4  | 0 | 0 |
| W. Wellnitz  | 24 | 8  | 0 | 0 |
| H. Wendlandt | 21 | 3  | 0 | 0 |